# CPA Australia

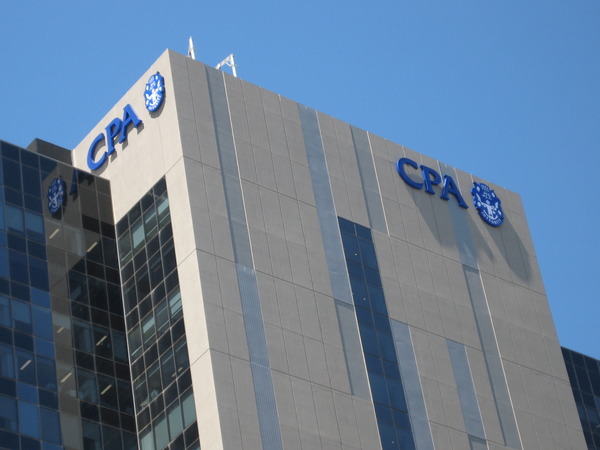
Hauptsitz in Melbourne

Die CPA Australia („Certified Practising Accountant“) ist eine 1886 gegründete professionelle Buchhaltungsorganisation mit Hauptsitz in Melbourne, Australien, mit 164.695 Mitgliedern in 150 Ländern. Die CPA Australia verfügt derzeit über 19 Niederlassungen in Australien, China, Hongkong, Malaysia, Singapur, Indonesien, Vietnam, Neuseeland und Großbritannien.